# Усть-Омчуг
Усть-Омчуг (рос. Усть-Омчуг) — селище міського типу, адміністративний центр Тенькинському районі Магаданської області.
Населення — 3515 осіб (2014).

## Географія
Географічні координати: 61°09' пн. ш. 149°38' сх. д. Часовий пояс — UTC+10.
Відстань до обласного центру, міста Магадан, становить 264 км. Через селище протікають річки Омчуг і Детрін.

## Історія
Назва селища походить від евенського слова Омчик — «болото, що заросло мохом».
Поселення засноване в 1939 році. Спочатку мало назву «184-й кілометр». У вересні 1939 року створюється нове
гірничопромислове управління — Тенькинське з центром у гирлі річки Омчуг, поблизу якого і починається розбудова Усть-Омчуга.
У 1949–1956 роках тут розміщувалося управління табірного підрозділу Теньлаг.
Статус селища міського типу — з 1953 року.

## Населення
Чисельність населення за роками:
| 1959 | 1970 | 1979 | 1989   | 2002 | 2010 | 2014 |
| ---- | ---- | ---- | ------ | ---- | ---- | ---- |
| 5943 | 8223 | 8535 | 11 343 | 4867 | 3914 | 3515 |

За даними перепису населення 2010 року на території селища проживало 3914 осіб. Частка чоловіків у населенні складала 50,2% або 1966 осіб, жінок — 49,8% або 1948 осіб.

## Соціальна сфера
У селиші продовжують діяти поштове відділення, загальноосвітня школа, центральна районна лікарня, філіал банку та редакція газети «Тенька».

## Відомі люди
- Слєпинін Олег Семенович (нар. 1955) — поет, прозаїк, сценарист і публіцист.

## Галерея

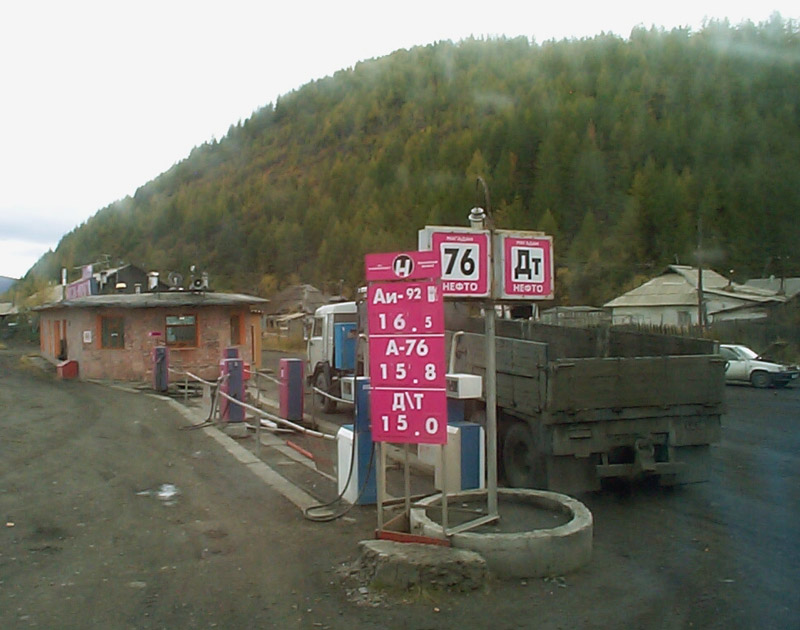
Автозаправна станція
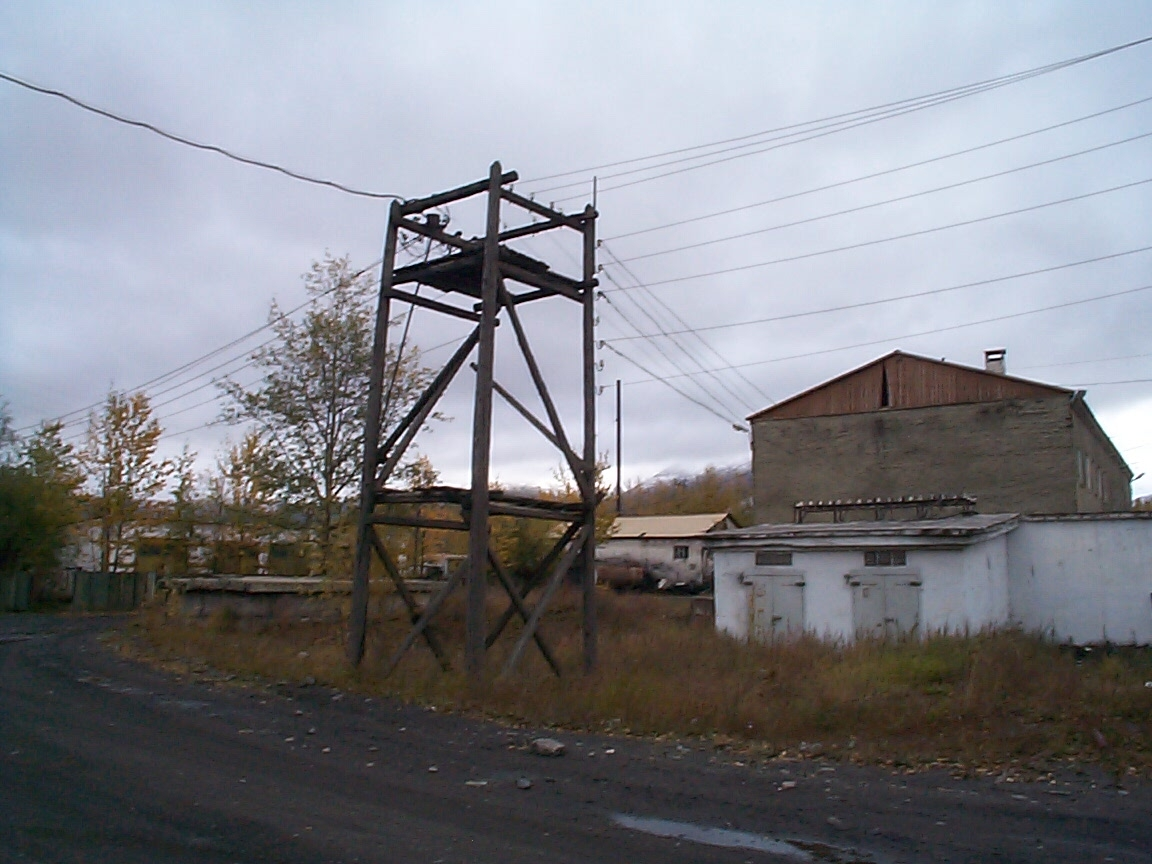
Електрична підстанція
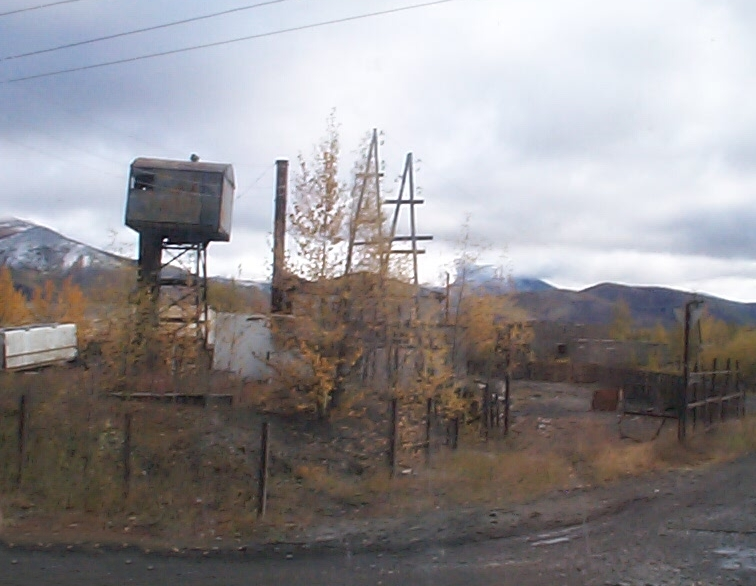
Руїни в селищі